# Helmut Maucher

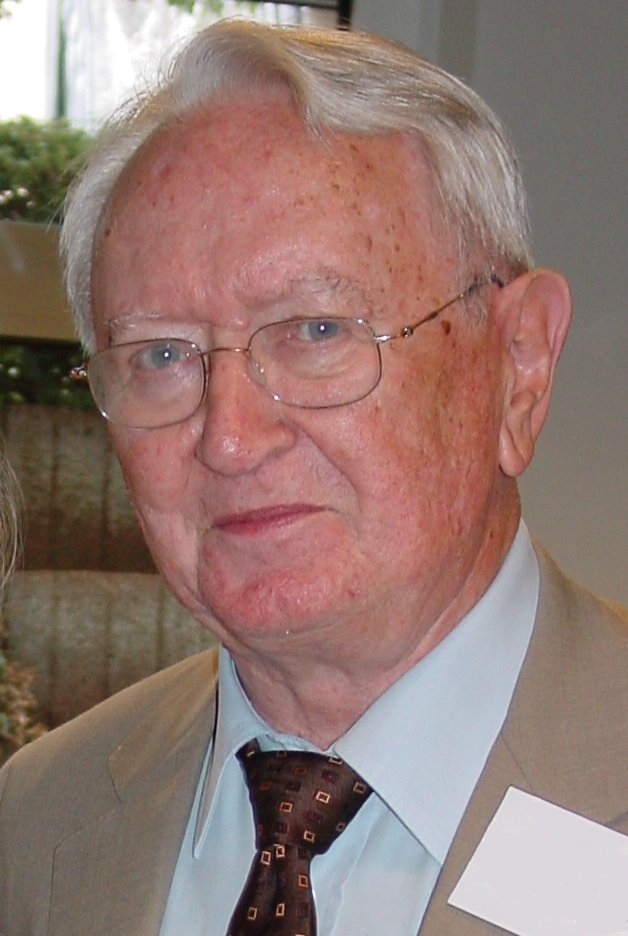
Helmut Maucher (2007)

Helmut Oswald Maucher (* 9. Dezember 1927 in Eisenharz; † 5. März 2018 in Bad Homburg vor der Höhe) war ein deutscher Manager und Generaldirektor des Nahrungsmittelkonzerns Nestlé.

## Ausbildung, Beruf und Karriere
Als er neunzehn war, kaufte die Nestlé AG den Molkereibetrieb in Eisenharz im Westallgäu, in dem er und sein Vater beschäftigt waren. Nach dem Abitur absolvierte er dort eine kaufmännische Lehre. Anschließend wechselte er zu Nestlé nach Frankfurt, wo er berufsbegleitend Betriebswirtschaft studierte und als Diplom-Kaufmann abschloss.
Von 1964 bis 1980 bekleidete er verschiedene Führungspositionen bei Nestlé Frankfurt, ab 1975 war er Generaldirektor der Nestlé-Gruppe Deutschland. Am 1. Oktober 1980 wurde er in die Schweiz berufen als Generaldirektor der Nestlé AG und Mitglied des Exekutivkomitees.
Im November 1981 wurde er zum Delegierten des Verwaltungsrates der Nestlé AG in Vevey ernannt. Von 1990 bis 1997 war er gleichzeitig Präsident und Delegierter des Verwaltungsrates. In dieser Zeit baute der Allgäuer das Unternehmen zum größten Nahrungsmittelkonzern der Welt mit über 260.000 Mitarbeitern aus. Nach seinem Rücktritt als Delegierter blieb er weiterhin Präsident des Verwaltungsrates bis 2000, als er zum Ehrenpräsidenten ernannt wurde. Er war der erste Nicht-Schweizer, der jemals in einem Schweizer Unternehmen eine solch herausragende Stellung einnahm.
Der von Maucher geprägte Begriff Wohlstandsmüll, mit dem er Menschen herabwürdigte, die arbeitsunwillig seien, wurde 1997 zum Unwort des Jahres. Bequemlichkeit, Sicherheitswahn und Genußsucht sind für ihn die größten Handikaps für die deutsche Wirtschaft.

## Mitgliedschaften
- Frankfurt Institute for Advanced Studies (FIAS): Mitglied des Stiftungsrates

## Ehrungen und Auszeichnungen
- Bundesverdienstkreuz 1. Klasse des Verdienstordens der Bundesrepublik Deutschland (1983)
- Fortune Magazine Gold Medal (1984)
- Großes Bundesverdienstkreuz des Verdienstordens der Bundesrepublik Deutschland (1988)
- Ehrendoktorwürde Doktortitel honoris caus der Autonomen Universität Guadalajara, Mexiko (Juni 1989)
- Verleihung des Ordens des Aztekischen Adlers Mexiko (April 1993)
- Großes Goldenes Ehrenzeichen mit dem Stern für Verdienste um die Republik Österreich (August 1993)
- Leadership Award for Corporate Statesmanship, International Institute for Management Development (IMD) (Oktober 1993)
- IMD – Maucher Nestlé Chair (November 1993)
- Appeal of Conscience Foundation Award, New York (Oktober 1995)
- INTERNORGA Ehrenpreis, Hamburg (März 1996)
- Verleihung Doktortitel honoris causa, European Business School Oestrich-Winkel (Februar 1997)
- Manager Magazin Business Hall of Fame (Mai 1997)
- Unwort des Jahres für den Begriff Wohlstandsmüll (1997)
- Großes Verdienstkreuz mit Stern des Verdienstordens der Bundesrepublik Deutschland (September 1997)
- Ehrendoktorwürde Doktor honoris causa der Technischen Universität München (März 1998)
- Verdienstmedaille des Landes Baden-Württemberg (1998)
- Österreichisches Ehrenkreuz für Wissenschaft und Kunst I. Klasse (August 1999)
- Scopus Award, Hebräische Universität Jerusalem (Mai 1999)
- Preis Soziale Marktwirtschaft der Konrad-Adenauer-Stiftung (2004)[5]
- Bayreuther Vorbildpreis der bayreuther dialoge (2008)[6]
- Hanns Martin Schleyer-Preis (2013)
- Dr. Jelle Zijlstra Award, Swiss Chamber of Commerce in The Netherlands (Januar 2018)[7]